# Südafrikanische Cricket-Nationalmannschaft in England in der Saison 1998
Die Tour der südafrikanischen Cricket-Nationalmannschaft nach England in der Saison 1998 fand vom 21. Mai bis zum 10. August 1998 statt. Die internationale Cricket-Tour war Bestandteil der Internationalen Cricket-Saison 1998 und umfasste fünf Tests und drei ODIs. England gewann die Test-Serie 2–1, während Südafrika die ODI-Serie 2–1 für sich entschied.

## Vorgeschichte
Für beide Mannschaften war es die erste Tour der Saison.
Das letzte Aufeinandertreffen der beiden Mannschaften gegeneinander fand in der Saison 1995/96 in Südafrika statt.

## Stadien
Die folgenden Stadien wurden für die Tour als Austragungsort vorgesehen.
| Stadion                     | Stadt      | Kapazität | Spiele          |
| --------------------------- | ---------- | --------- | --------------- |
| Edgbaston Cricket Ground    | Birmingham | 24.803    | 1. Test         |
| Headingley Stadium          | Leeds      | 17.000    | 5. Test; 3. ODI |
| The Oval                    | London     | 23.500    | 1. ODI          |
| Lord’s Cricket Ground       | London     | 30.000    | 2. Test         |
| Old Trafford Cricket Ground | Manchester | 19.000    | 3. Test; 2. ODI |
| Trent Bridge                | Nottingham | 15.350    | 4. Test         |

## Kaderlisten
Die folgenden Kader wurden von den Mannschaften benannt.
| Test | Test | ODI | ODI |
| England | Südafrika | England | Südafrika |
| --- | --- | --- | --- |
| - Mike Atherton - Mark Butcher - Dominic Cork - Robert Croft - Mark Ealham - Andrew Flinthoff - Angus Fraser - Ashley Giles - Darren Gough - Dean Headley - Graeme Hick - Nasser Hussain - Steve James - Nick Knight - Mark Ramprakash - Ian Salisbury - Alec Stewart - Graham Thorpe | - Paul Adams - Adam Bacher - Mark Boucher - Hansie Cronje - Daryll Cullinan - Allan Donald - Steve Elworthy - Jacques Kallis - Gary Kirsten - Lance Klusener - Gerhardus Liebenberg - Brian McMillan - Makhaya Ntini - Shaun Pollock - Jonty Rhodes | - Chris Adams - Ali Brown - Robert Croft - Mark Ealham - Matthew Fleming - Angus Fraser - Ashley Giles - Darren Gough - Adam Hollioake - Nasser Hussain - Nick Knight - Chris Lewis - Darren Maddy - Alec Stewart | - Mark Boucher - Hansie Cronje - Daryll Cullinan - Allan Donald - Jacques Kallis - Gary Kirsten - Lance Klusener - Gerhardus Liebenberg - Shaun Pollock - Jonty Rhodes - Pat Symcox |

## One-Day Internationals

### Erstes ODI in London
| 21. Mai Scorecard | London (Oval) | England 223-9 (50)              | – | Südafrika 224-7 (48.4) |
|                   |               | Südafrika gewinnt mit 3 Wickets |   |                        |

### Zweites ODI in Manchester
| 23. Mai Scorecard | Manchester | Südafrika 226-9 (50)          | – | England 194 (46.4) |
|                   |            | Südafrika gewinnt mit 32 Runs |   |                    |

### Drittes ODI in Leeds
| 24. Mai Scorecard | Leeds | Südafrika 205-8 (50)          | – | England 206-3 (35) |
|                   |       | England gewinnt mit 7 Wickets |   |                    |

## Tests

### Erster Test in Birmingham
| 4. – 8. Juni Scorecard | Birmingham | England 462 (181) & 170-8d (45.1) | – | Südafrika 343 (117.3) |
|                        |            | Remis                             |   |                       |

### Zweiter Test in London
| 18. – 21. Juni Scorecard | London (Lord’s) | Südafrika 360 (108.1) & 15-0 (1.1) | – | England 110 (46.3) & 264 (120) (f/o) |
|                          |                 | Südafrika gewinnt mit 10 Wickets   |   |                                      |

### Dritter Test in Manchester
| 2. – 6. Juli Scorecard | Manchester | Südafrika 552-5d (199.5) | – | England 183 (82.1) & 369-9 (171) (f/o) |
|                        |            | Remis                    |   |                                        |

### Vierter Test in Nottingham
| 23. – 27. Juli Scorecard | Nottingham | Südafrika 374 (103.2) & 208 (75.3) | – | England 336 (127.5) & 247-2 (87) |
|                          |            | England gewinnt mit 8 Wickets      |   |                                  |

### Fünfter Test in Leeds
| 6. – 8. August Scorecard | Leeds | England 230 (83.3) & 240 (110.2) | – | Südafrika 252 (90.3) & 195 (75) |
|                          |       | England gewinnt mit 23 Runs      |   |                                 |

Dieser Seriensieg Englands war nach langer Zeit wieder ein Sieg einer in Form seienden Top-Mannschaft im Test-Cricket. Im Rückblick wurde diese Serie als Aufbruch Englands zu neuer Stärke gesehen.